# آریان (سبزوار)
آریان، روستایی از توابع بخش روداب و در شهرستان سبزوار استان خراسان رضوی ایران است.

## جمعیت
این روستا در دهستان خواشد قرار داشته و بر اساس سرشماری سال ۱۳۸۵ جمعیت آن ۵۶۰ نفر (۱۵۵ خانوار) بوده‌است.

## جغرافیا
روستای آریان در جنوب شهرستان سبزوار جای دارد و از نظر تقسیمات سیاسی در بخش روداب شهرستان سبزوار قرار دارد. این روستا در فاصله ۵۵ کیلومتری از شهرستان سبزوار قرار دارد.

## آب و هوا
روستای آریان به‌طور همه گیر با توجه به میزان بارندگی‌های سالانه وابسته سرزمینهای خشک می‌باشد و آب و هوای سرد و خشک و نیمه بیابانی دارد. در این منطقه رودخانه همیشگی دیده نمی‌شود و کشاورزی این سرزمین وابسته به آبیاری با قنات است.

## پوشش گیاهی
پوشش گیاهی سرزمین را درمنه، خارشتر، اسپند، قارچ، کما، قیچ، کتیرا، گون، گز، بادام کوهی، آنقوزه، ورک، لاله، پنج انگشت و غیره پوشش می‌دهند.

## جاذبه‌های تاریخی
- محوطه تاریخی پشته شوری
- قلعه کهنه آریان
- قلعه کهنه سلطان آباد
- امام زاده شهربانوبیگم
- محوطه تاریخی سینه کلوت
- تپه تاریخی کوچ
- کوه زیبای کمرقلعه
- آسیاب‌های آبی
- قنات کهن روستا
- رشته کوه‌های تاریخی شگسته آریان

## مراکز آموزشی
- مدرسه شهید عبداللهی آریان (ابتدایی و راهنمایی)
- آموزشگاه آریان (مقطع متوسطه)

## خوراکی‌های بومی
آبگوشت، کمه جوش، اشکنه آوجیج، قورت جوش و کُماج

## حیات وحش
به علت وجود مراتع و نقاط مرتفع، زیستگاه حیات وحش در قسمت‌های زیادی گسترده شده‌است. حیواناتی چون شغال، آهو، گرگ، گورکن، خرگوش، لاک پشت، روباه و بزکوهی، و همچنین پرندگانی از جمله: شاهین، عقاب، کبک، جغد، کلاغ، پرستو، سار، کبوتر چاهی و خزندگانی همچون: مار، سوسمار، در این سرزمین یافت می‌شود